# Берьозек
Берьо́зек (рос. Берёзек) — присілок у Вавозькому районі Удмуртії, Росія.

## Населення
Населення — 208 осіб (2010; 198 в 2002).
Національний склад (2002):
- удмурти — 63 %
- росіяни — 37 %

## Господарство
У присілку діє початкова школа, фельдшерсько-акушерський пункт та сільський клуб.
Урбаноніми:
- вулиці — Вишнева, Зелена, Садова